# Buchet (Rhénanie-Palatinat)
Pour les articles homonymes, voir Buchet.
Buchet est une municipalité allemande située dans le land de Rhénanie-Palatinat et l'arrondissement d'Eifel-Bitburg-Prüm.